# Peach Springs
Peach springs är en ort i Mohave County, Arizona som ligger cirka 20 kilometer väster om Grand Canyon längst route 66.
I början av 1880 etablerade järnvägen en vattenstation vid Peach springs, staden fick sitt namn efter alla de persikoträd som då växte där. Inte långt efter det började människor flytta in och med dem tio barer men inga kyrkor eller skolor. 
År 2000 bodde det omkring 600 människor i Peach springs. Staden ligger i ett reservat för Hualapai indianerna som funnits där i över 1400 år och fungerar som deras administrativa högkvarter. I staden finns Hualapais jaktstuga, en mataffär men dock ingen bensinstation. 
När route 66 var den dominerande landsvägen fanns i Peach springs flera caféer och turistattraktioner men när motorväg 40 (I-40) byggdes 1978 lugnade trafiken ner sig märkbart och nu för tiden finns få landmärken kvar från route 66's storhetstid. 
Peach springs var inspirationen till ”kylarköping” i Disney/Pixar filmen Bilar